# Folkdomstolen

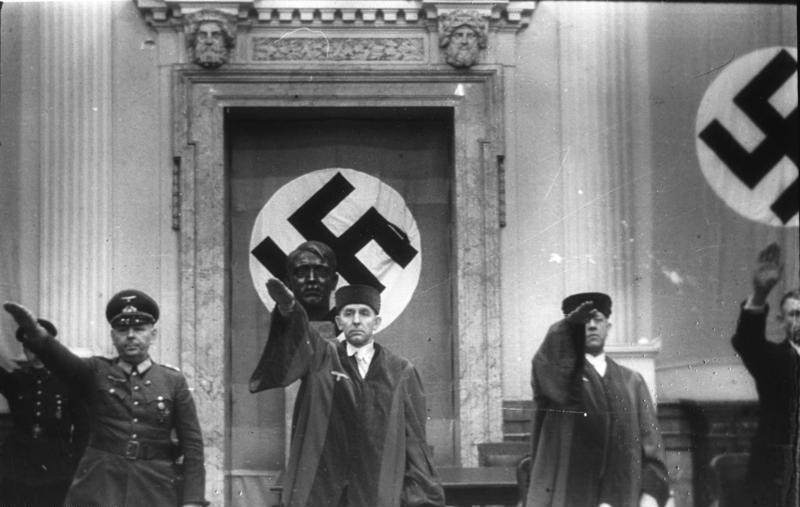
Folkdomstolen år 1944. Från vänster Hermann Reinecke, Roland Freisler och Ernst Lautz.

Folkdomstolen (tyska: Volksgerichtshof) var den speciella domstol i Nazityskland som prövade och dömde i hög- och landsförräderimål. Den grundades 1934 och dess ordförande var Otto Georg Thierack (1936–1942) och Roland Freisler (1942–1945). Domstolen blev särskilt beryktad i samband med rättegångarna mot de anklagade för attentatet mot Hitler den 20 juli 1944. Folkdomstolen tillkom sedan Hitler uttryckt missnöje med utgången i rättegången efter riksdagshusbranden, där det tyska rättsväsendet markerat sitt oberoende och byråkratiska korrekthet genom att fria samtliga anklagade utom den huvudmisstänkte, Marinus van der Lubbe (inklusive den senare bulgariske kommunistledaren Georgi Dimitrov).
Domstolen avhandlade tusentals fall under sin existens, med en ökad intensitet mot slutet. Knappt 11 000 personer dömdes till fängelse och drygt 5000 till döden, de allra flesta tyska medborgare såsom Hans Scholl, Sophie Scholl och Christoph Probst, men även fyra av de så kallade warszawasvenskarna. Omkring 1000 åtalade friades, varav en majoritet antas ha tagits till så kallat "skyddshäkte" av Gestapo efteråt. I åtskilliga av fallen rörde friandet den tilltalades personliga ansvar, alltså där försvarsadvokaten framgångsrikt lyckats förringa inte brottets allvar men väl gärningsmannens motiv och mentala eller psykologiska förmåga till uppsåt. Efter vintern 1942–1943 och de ökade aktiviteterna, bland annat mot motståndsgrupper som Vita rosen och i synnerhet efter 20 juli-attentatet blev friande domar och även fängelsedomar en extrem raritet gränsande till obefintliga. Dödsstraffet var den närmast konsekventa utgången för de fall som kom till domstolen under Freislers sista halvår som ordförande, medan internerade som inte avrättades inte fördes inför domstolen över huvud taget. Folkdomstolen upplöstes nära nog efter bombräden mot Berlin den 3 februari 1945, då Freisler omkom. Den anklagade, Fabian von Schlabrendorff, en av de sammansvurna inför attentatet mot Hitler, undkom med livet i behåll och friades i en ny rättegång - det i princip enda kända frikännandet under denna period - och blev senare domare i västtyska Bundesverfassungsgericht.

## Ordförande
| 1 juli — 18 september 1934        | Fritz Rehn (verkställande)     |
| 19 september 1934 — 30 april 1936 | Wilhelm Bruner (verkställande) |
| 1 maj 1936 — 19 augusti 1942      | Otto Georg Thierack            |
| 20 augusti 1942 — 3 februari 1945 | Roland Freisler                |
| 4 februari 1945 — 11 mars 1945    | Wilhelm Crohne (verkställande) |
| 12 mars — 24 april 1945           | Harry Haffner                  |